# Maud Vanhauwaert
Maud Vanhauwaert (ur. 1984 w Veurne) – flamandzka poetka i aktorka. Od 2013 roku jest redaktorką literackiego czasopisma Dietsche Warande & Belfort.
Vanhauwaert uzyskała tytuł magistra literatury i językoznawstwa na Uniwersytecie w Antwerpii, a także tytuł magistra na Wydziale Dramatycznym Konserwatorium Królewskiego w Antwerpii, gdzie obecnie wykłada.

## Nagrody
- 2011: Vrouw Debuut Prijs za 'Ik ben mogelijk'
- 2015: Nagroda publiczności Herman de Coninckprijs za 'Wij zijn evenwijdig'

## Twórczość
- 2011: 'Ik ben mogelijk'
- 2015: 'Wij zijn evenwijdig'